# William P. Fessenden
William Pitt Fessenden (født 16. oktober 1806 i Boscawen, død 8. september 1869 i Portland) var en amerikansk politiker fra Whig-partiet og senere det republikanske parti, kendt som landets 26. finansminister under præsidenten Abraham Lincoln i perioden mellem 5. juli 1864 og 3. marts 1865.
Fessenden startede sin karriere ved at studere retsvidenskab ved Bowdoin College, før han fortsatte med at praktisere advokatarbejde. I 1827 var han med til at grundlægge afholdsforeningen Maine Temperance Society i Maine. Fessenden var medlem af Repræsentanternes hus i perioden 1843 til 1845 og blev i 1853 medlem af USA's senat for Maine, et hverv han havde til 1864 og igen i perioden 1865 til 1869. Han blev indvalgt til senatet med støtte fra whigs og enkelte demokrater, som var modstandere af slaveriet.
I juli 1864 blev Fessenden udnævnt til landets finansminister af præsident Abraham Lincoln, efter at daværende finansminister Salmon P. Chase var blevet udnævnt til ny chefdommer for USA's højesteret. Fessenden havde kun hvervet i et år, før han igen tog tilbage til senatet for sin anden periode i 1865. Han sad i senatet helt frem til sin død den 8. september 1869 i Portland, hvorpå han blev begravet ved Evergreen Cemetery i Portland.